# Цитри-Фай
«Цитри-Фай» («CITRI-FI») — комерційний продукт, який являє собою апельсинові харчові волокна у вигляді порошку кремового кольору. Волокна продукту отримують з клітинних тканин висушеної апельсинової м'якоті без використання хімічних реагентів за допомогою механічної обробки, а саме шляхом розкриття і розчинення структури комірок волокна.
Використовуються в харчовій індустрії при виробництві ковбасних, кондитерських виробів, продуктів швидкого приготування; про можливість застосування в молочній галузі свідчить висновок державної санітарно-епідеміологічної експертизи № 05.03.02-03/50735 від 14.08.2009 р.